# 李镇日
李镇日（韓語：이진일，1973年1月12日—），出生于大邱，韩国前男子中距离跑运动员，专项为800米。他曾获得1994年亚洲运动会和1998年亚洲运动会男子800米金牌。他也曾参加1992年夏季奥运会。